# Carangoides equula
Carangoides equula is een straalvinnige vissensoort uit de familie van horsmakrelen (Carangidae). De wetenschappelijke naam van de soort is voor het eerst geldig gepubliceerd in 1844 door Temminck & Schlegel.